# آري أستر
آري أستر (مواليد 15 يوليو 1986، نيويورك) (بالإنجليزية: Ari Aster)‏ مخرج سينمائي أمريكي. اشتهر بإخراج وكتابة أفلام الرعب مثل وراثي سنة 2018، ومنتصف الصيف سنة 2019.

## مسيرته
ولد آري أستر في 15 يوليو 1986 في نيويورك لعائلته يهودية، من أب موسيقي وأم شاعرة. عاشت عائلة أستر لفترة وجيزة في تشستر، بإنجلترا. ثم عادوا إلى الولايات المتحدة عندما كان أستر يبلغ من العمر 10 سنوات، واستقرروا في نيومكسيكو.
عندما كان مراهقًا، أصبح مهووسًا بأفلام الرعب التي استأجرها من نادي الفيديو وبدأ في كتابة السيناريو. حصل على درجة الماجستير في الفنون الجميلة من معهد الفيلم الأمريكي.
بدأ في إنتاج أفلام قصيرة في عام 2011: بداية بفيلم (TDF Really Works) المثير للجدل، ثم (The Strange Thing About the Johnsons). ثم أخرج خمسة أفلام قصيرة جديدة حتى عام 2016.
في عام 2018، أخرج فيلم وراثي، وهو فيلم وصفه النقاد بأنه أقوى أفلام الرعب وأكثرها إزعاجًا على المستوى النفسي، فقد حقق الفيلم إيرادات بلغت 79 مليون دولار في شباك التذاكر العالمي ليتصدر قائمة الأفلام التي أنتجتها شركة إيه 24 السينمائية تحقيقًا للإيرادات. في عام 2019 أصدر فيلمه الثاني منتصف الصيف، وهو فيلم رعب فلكوري تلقّى مراجعات إيجابية من النقاد.

## أعماله

### أفلام طويلة
| السنة | العنوان     | الإخراج | السيناريو | روتن توميتوز                             | ميتاكريتيك     |
| ----- | ----------- | ------- | --------- | ---------------------------------------- | -------------- |
| 2018  | وراثي       |         |           | 89% (8.27/10 متوسط التقييم) (354 مراجعة) | 87 (49 مراجعة) |
| 2019  | منتصف الصيف |         |           | 83% (7.54/10 متوسط التقييم) (366 مراجعة) | 72 (54 مراجعة) |

### أفلام قصيرة
| السنة | الغنوان                              | الإخراج | السيناريو | التحرير |
| ----- | ------------------------------------ | ------- | --------- | ------- |
| 2011  | TDF Really Works                     |         |           |         |
| 2011  | The Strange Thing About the Johnsons |         |           |         |
| 2011  | Beau                                 |         |           |         |
| 2013  | Munchausen                           |         |           |         |
| 2013  | Basically                            |         |           |         |
| 2014  | The Turtle's Head                    |         |           |         |
| 2016  | C'est la vie                         |         |           |         |

## روابط خارجية
- آري أستر على موقع IMDb (الإنجليزية)
- آري أستر على موقع مونزينجر (الألمانية)
- آري أستر على موقع ألو سيني (الفرنسية)
- آري أستر على موقع أول موفي (الإنجليزية)
- آري أستر على موقع بوكس أوفيس موجو (الإنجليزية)
- آري أستر على موقع قاعدة بيانات الفيلم (الإنجليزية)
- آري أستر على موقع كينوبويسك (الروسية)